# Station Darłowiec
Station Darłowiec (Forsthaus Rügenwalde) was een spoorwegstation in de Poolse plaats Darłowiec.